# Скибовщина (Полтавская область)
Скибовщина (укр. Скибівщина) — село, Кротовщинский сельский совет, Великобагачанский район, Полтавская область, Украина.
Код КОАТУУ — 5320282203. Население по переписи 2001 года составляло 92 человека.

## Географическое положение
Село Скибовщина находится на берегу пересыхающей безымянной речушки, которая через 13 км впадает в реку Псёл, выше по течению на расстоянии в 1 км расположено село Орликовщина, ниже по течению на расстоянии в 0,5 км расположено село Кротовщина. На реке несколько запруд.